# نوواژه
نوواژه، واژهٔ ابداعی یا واژهٔ اختراعی (به انگلیسی: Neologism)‏، به واژه‌ای نو گفته می‌شود که از یک یا چند واژه‌ی  موجود ساخته شده‌باشد (مثل netiquette از network و etiquette)، یا معنایی نو به واژهٔ موجود داده‌باشد (مثل quark که از اثری با نام Finnegans Wake (نوشتهٔ جیمز جویس، ۱۹۳۹)) برگرفته شده‌است و در فیزیک به‌عنوان اسم یک جزء فرواتمی به‌کار می‌رود). سرنام‌ها (مثل AIDS ,CD و SMS که همگی در فارسی هم کاربرد یافته‌اند) ازجمله آشناترین نوواژه‌های ساخته‌شده هستند.
اصطلاح «نوواژه» به مواردی گفته می‌شود که در آن واژه‌ای کاملاً نو ساخته می‌شود؛ مانند آسپیرین و گاز. در این حالت اجزای واژهٔ برآمده روشن نیست و اصلاً معلوم نیست واژهٔ ساخته‌شده بسیط (ساده) است یا مرکب؛ بنابراین، واژه‌هایی چون بالگرد، فضانورد و ابرمرد را نمی‌توان از این جرگه انگاشت.